# Slashie
Een slashie, ookwel een slasher genoemd, is een persoon die meerdere banen in verschillende disciplines heeft om zijn interessen en talenten de ruimte te geven. 
De term komt uit het Engels en verwijst naar de schuine streep (de slash) die wel eens ter scheiding staat tussen de opgenoemde beroepen van een slashie. Een bijvoorbeeld hiervan is 'filmmaker/chef-kok' Maher Al Sabbagh, voor wie de verschillende activiteiten elkander aanvullen en versterken. De NRC schrijft dat 'slashie zijn'  vermoeiend en afleidend kan zijn, omdat steeds van beroep geschakeld moet worden. Een goed gestructureerde agenda is dan ook een voorwaarde en is het fenomeen niet voor iedereen geschikt.

## Historiek
De term ‘slash-carrière’ werd  gepopulariseerd door de Amerikaanse auteur Marci Alboher, die een boek schreef over mensen die meerdere interesses hebben en daarmee inkomsten genereren in hun zoektocht naar een bevredigend carrière.
In Nederland was het fenomeen tot aan het begin van de 21e eeuw aan BN-ers voorbehouden, maar sindsdien is het aantal slashies ook onder ZZP-ers flink toegenomen. De opkomst van de slashie in Nederland heeft mogelijk met het toenmalige economische tijdperk te maken. Door de financiële crisis zou het een enorm voordeel zijn als men flexibel was en kon inspelen op economische veranderingen. Volgens The New York Times had het ook te maken met de levensinstelling van de millennials voor wie één baan voor de rest van het leven saai en ouderwets was.